# Греве (коммуна)
Греве (дат. Greve Kommune) — датская коммуна в составе области Зеландия. Площадь — 60,18 км², что составляет 0,14 % от площади Дании без Гренландии и Фарерских островов. Численность населения на 1 января 2008 года — 47773 чел. (мужчины — 23572, женщины — 24201; иностранные граждане — 2303).

## Железнодорожные станции
- Греве (Greve)
- Хунниге (Hundige)
- Карльслунне (Karlslunde)